# Autópálya M35
L'autópálya M35 (in italiano "autostrada M35") è un'autostrada ungherese che congiunge l'Autópálya M3 all'altezza di Görbeháza all'Autóút M4 all'altezza di Berettyóújfalu. L'autostrada è lunga 68,8 km.

## Percorso
| GÖRBEHÁZA (M3) - BERETTYÓÚJFALU (M4) Via Carpatia |                                                                    |    |                |
| Tipo                                              | Indicazione                                                        | km | Strada europea |
|                                                   | Autostrada M3 Budapest / Miskolc (Via Carpatia) Nyíregyháza        | 0  |                |
|                                                   | Inizio tratto autostradale                                         |    |                |
|                                                   | Area di parcheggio "Pródi"                                         | 7  |                |
|                                                   | Keleti-főcsatorna                                                  | 12 |                |
|                                                   | Nyíregyháza, Hajdúnánás / Balmazújváros                            | 14 |                |
|                                                   | Area di parcheggio "Böszöményi"                                    | 19 |                |
|                                                   | Hajdúböszörmény / Balmazújváros                                    | 24 |                |
|                                                   | Area di servizio "Józsai"                                          | 31 |                |
|                                                   | Debrecen-Józsa / Progettata BMW fabrica                            |    |                |
|                                                   | Debrecen-észak, Nyíregyháza                                        | 37 |                |
|                                                   | Debrecen-nyugat / Hortobágy                                        | 38 |                |
|                                                   | Debrecen-Ondód / Ipari park                                        | 40 |                |
|                                                   | Debrecen-dél / Püspökladány, Szolnok, Budapest                     | 44 |                |
|                                                   | Mikepércs, Debrecen-Déli Ipari park Debrecen                       | 48 |                |
|                                                   | Area di parcheggio "Mikepércsi"                                    | 53 |                |
|                                                   | Derecske, Hajdúszovát                                              | 60 |                |
|                                                   | Area di parcheggio "Derecskei"                                     | 63 |                |
|                                                   | Autostrada M4 Nagykereki, Romania (Via Carpatia) Szolnok, Budapest | 68 |                |